# Eisner Loboa
Eisner Loboa (n. Caloto, Cauca, Colombia; 17 de mayo de 1987) es un futbolista colombiano. Juega como lateral derecho o extremo y su actual equipo es Municipal Limeño de la Liga de Ascenso de El Salvador.

## Trayectoria

### Deportivo Cali
Loboa comenzó su carrera en divisiones menores del Deportivo Cali y debutó en la Categoría Primera A el 2006. Continuó en el equipo caleño pero sin consolidarse en el primer equipo.

### Deportivo Pasto
En el 2010 se uniría a préstamo al Deportivo Pasto equipo que participó ese año la Categoría Primera B.

### Shanghái Shenhua
El 2011 se unió a la liga de China al Shanghái Shenhua. hizo su debut como suplente en el empate 1-1 con Liaoning Whowin F. C. cinco días después.

### Club León y Puebla
A finales de 2011 regresa a América, para jugar con el Club León de México.
Por primera vez en México, ascendió a Primera División con los panzas verdes en 2012 y fue Campeón del Apertura 2013 con el Club León en la final ante el América; y por segunda ocasión, consigue nuevamente el Campeonato con el León en el Clausura 2014, frente al Pachuca. Con esto consagra el Bicampeonato con el Club, en torneos cortos, sin embargo fue prestado al Club Puebla y su nivel se vio mermado a partir de la temporada 2014-2015.

### Club Atlas
Para el 2015 llega al Club Atlas de Guadalajara. Se despediría con un gol en 17 partidos disputados.

### Monarcas Morelia
El 11 de diciembre de 2015 se haría oficial su fichaje por Monarcas Morelia para el 2016.

### América FC
El 20 de julio de 2016 es presentado como nuevo jugador del América-MG en el Brasileirao.

### América de Cali
Jugó el segundo semestre de 2017 la liga águila con el equipo colombiano, obteniendo un pésimo desempeño y siendo fuertemente criticado por la hinchada escarlata.

## Selección Colombia
Participó con la Selección Sub-20 para la clasificación al Mundial Sub-20 en el 2007.

## Clubes
| Club                            | País                | Año                 | Partidos | Goles |
| ------------------------------- | ------------------- | ------------------- | -------- | ----- |
| Deportivo Cali                  | Colombia            | 2006 - 2007         | 25       | 0     |
| Academia F.C.                   | Colombia            | 2007                | 0        | 0     |
| Deportivo Cali                  | Colombia            | 2008 - 2009         | 17       | 0     |
| Deportivo Pasto                 | Colombia            | 2010                | 34       | 9     |
| Shanghái Shenhua                | China               | 2011                | 14       | 1     |
| Club León                       | México              | 2012 - 2014         | 84       | 17    |
| Puebla                          | México              | 2014 - 2015         | 15       | 0     |
| Atlas de Guadalajara            | México              | 2015                | 17       | 1     |
| Monarcas Morelia                | México              | 2016                | 14       | 0     |
| América Mineiro                 | Brasil              | 2016                | 3        | 0     |
| América de Cali                 | Colombia            | 2017                | 11       | 0     |
| Olmedo                          | Ecuador             | 2020                | 3        | 1     |
| Deportivo Achuapa               | Guatemala           | 2020                | 2        | 0     |
| Club Deportivo Municipal Limeño | El Salvador         | 2021-presente       | 0        | 0     |
| Total en su carrera             | Total en su carrera | Total en su carrera | 234      | 28    |

## Palmarés

### Campeonatos nacionales
| Título                     | Club      | País   | Año           |
| -------------------------- | --------- | ------ | ------------- |
| Liga de Ascenso            | Club León | México | Clausura 2012 |
| Campeón de Ascenso         | Club León | México | 2011-12       |
| Primera División de México | Club León | México | Apertura 2013 |
| Primera División de México | Club León | México | Clausura 2014 |
| Copa MX                    | Puebla FC | México | Clausura 2015 |